# Зорин, Вячеслав Сергеевич
Вячеслав Сергеевич Зорин (1925, Ульяновск — 17 декабря 1981, Ульяновск) — советский хозяйственный, государственный и политический деятель.

## Биография

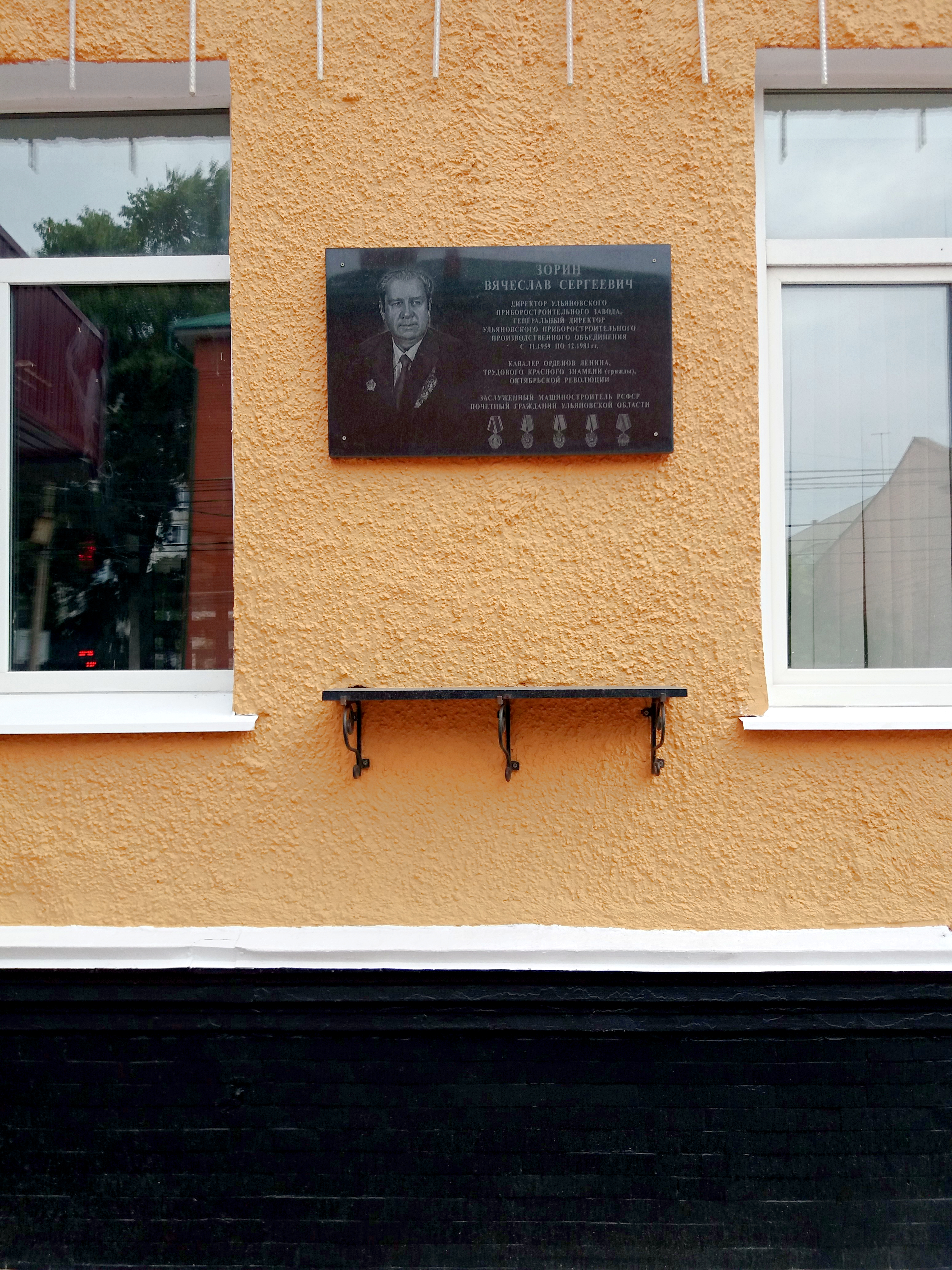
Мемориальная доска В. Зорину.

Родился в 1925 году в Ульяновске. Член КПСС.
Среднее образование получил в вечерней средней школе № 2, окончив её в 1942 году, окончил вечернее отделение Ульяновского автомеханического техникума, В 1971 году окончил Ульяновский политехнический институт.
С 1942 года — на хозяйственной, общественной и политической работе. В 1942—1981 гг. — ученик токаря, мастер, старший мастер, начальник ряда цехов, директор Ульяновского приборостроительного завода (1959), генеральный директор Ульяновского приборостроительного производственного объединения «Утёс» (1981).
Делегат XXIV съезда КПСС.
Умер в Ульяновске 17 декабря 1981 года.

## Награды и звания
Кавалер орденов: Ленина, Октябрьской Революции, трёх орденов Трудового Красного Знамени, Заслуженный машиностроитель РСФСР (1980). «Почётный гражданин Ульяновской области» (2000).

## Память
- В 1999 году Законодательным собранием Ульяновской области была учреждена ежегодно присуждаемая областная премия имени В. С. Зорина за внедрение передовой технологии в производство, высокое качество выпускаемой продукции[2].
- В 2000 году посмертно удостоен звания «Почётный гражданин Ульяновской области» и занесён в Золотую книгу Почёта Ульяновской области[3].
- 1 сентября 2016 года в АО «УКБП», входящем в АО «Концерн Радиоэлектронные технологии» (КРЭТ), состоялось торжественное открытие мемориальной доски памяти В. С. Зорина, генерального директора приборостроительного завода ОАО «Утёс» (1977—1981 гг.)[4].